# 김재철 (축구 선수)
김재철(한국 한자: 金栽徹, 1996년 2월 19일 ~ )은 대한민국의 축구 선수이며, 포지션은 공격수이다.